# Palestine (Ohio)
Palestine es una villa ubicada en el condado de Darke en el estado estadounidense de Ohio. En el Censo de 2010 tenía una población de 200 habitantes y una densidad poblacional de 528,91 personas por km². Se encuentra ubicada al oeste del estado, junto a la frontera con Indiana.

## Geografía
Palestine se encuentra ubicada en las coordenadas 40°3′1″N 84°44′40″O / 40.05028, -84.74444. Según la Oficina del Censo de los Estados Unidos, Palestine tiene una superficie total de 0.38 km², de la cual 0.38 km² corresponden a tierra firme y (0%) 0 km² es agua.

## Demografía
Según el censo de 2010, había 200 personas residiendo en Palestine. La densidad de población era de 528,91 hab./km². De los 200 habitantes, Palestine estaba compuesto por el 93.5% blancos, el 5% eran afroamericanos, el 0% eran amerindios, el 0% eran asiáticos, el 0% eran isleños del Pacífico, el 0% eran de otras razas y el 1.5% pertenecían a dos o más razas. Del total de la población el 0% eran hispanos o latinos de cualquier raza.